# Ulopeza ochrocephala
Ulopeza ochrocephala là một loài bướm đêm trong họ Crambidae.